# Schneeren

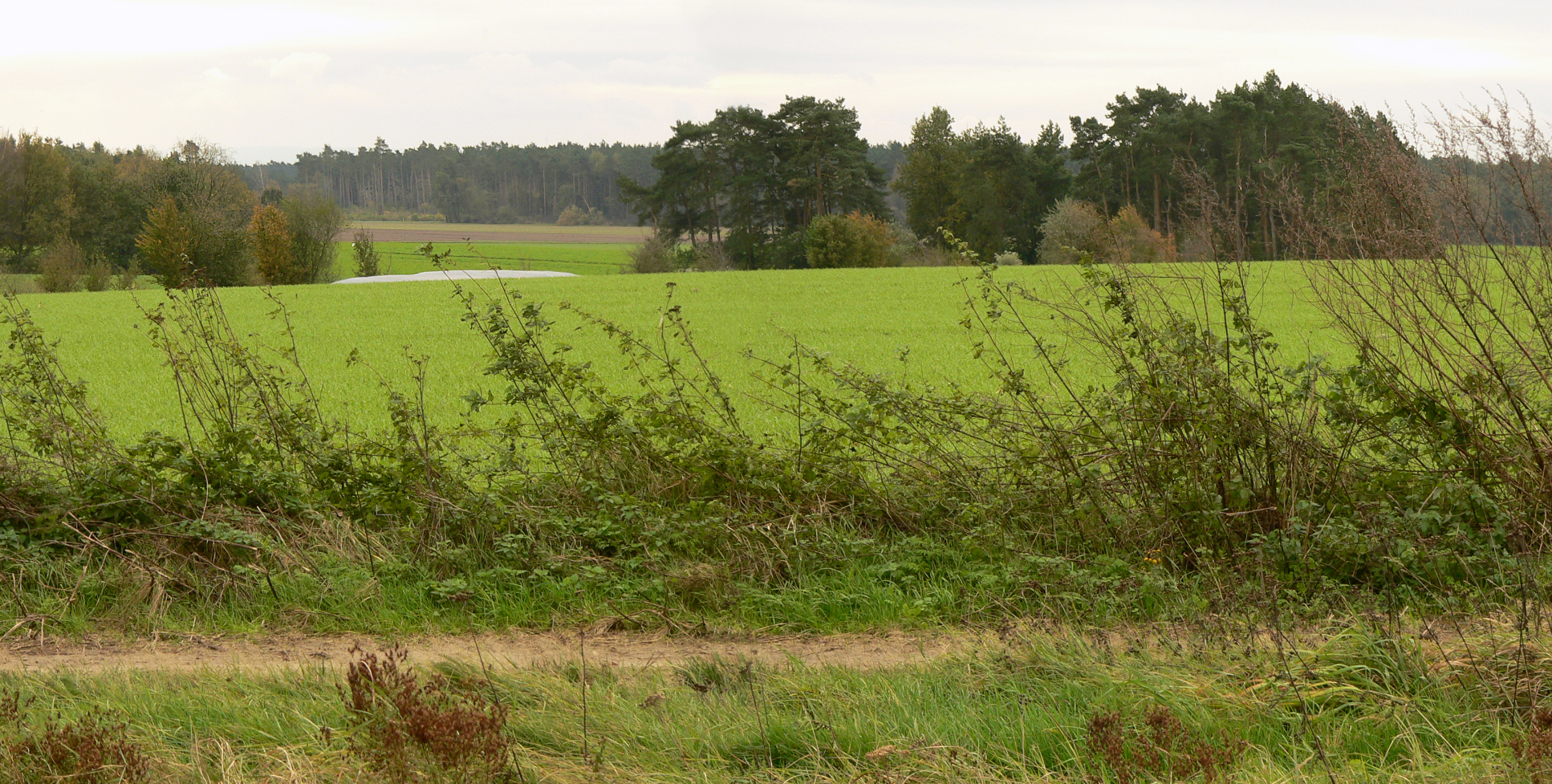
Schneerener Geest bei Schneeren

Schneeren ist ein Ortsteil der Stadt Neustadt am Rübenberge in der niedersächsischen Region Hannover.

## Geografie
Schneeren liegt etwa zehn Kilometer westlich von Neustadt, zwischen dem Grinderwald im Norden und dem Steinhuder Meer im Süden. Die B 6 von Hannover nach Bremen verläuft etwa drei Kilometer nördlich des Dorfes. Der Ort befindet sich auf einem hügeligen Geestrücken im Bereich der Hannoverschen Moorgeest.
Das Dorfbild ist landwirtschaftlich geprägt, im Ort sind aber auch Handwerksbetriebe ansässig.

## Geschichte
Der Ort wurde erstmals 1215 in einer Urkunde des Grafen von Wölpe als „in Snedere“ erwähnt. Der Name Snedere wurde in späteren Urkunden anders beschrieben, wie Snederen [1280], Schnedere [1307], Snedern [1320].
Nach einer Sage soll die erste Siedlung Schneerens etwa drei Kilometer südöstlich des heutigen Dorfkerns gelegen haben, nahe dem heutigen Wasserwerk. Dort wuchs eine Pflanzenart, die damals zur Einfassung von Wegen benutzt wurde. Im Niederdeutschen während der Zeit des Mittelalters bedeutete snedere so viel wie Schneide, Grenze. Dies kann aber auch die Lage am Rand eines Moorgebietes andeuten. Eine andere Theorie besagt, dass bedingt durch den kargen Boden die Bewohner den Gürtel enger schnüren mussten. Der Name entspringt dem plattdeutschen „sneren“, also auf Hochdeutsch schnüren.
Mit einer zu Drakenburg am 27. Dezember 1280 ausgestellten Urkunde schenkte Graf Burchard von Wölpe (1257–1289) dem Kloster Mariensee den Zehnten und alle Neubrüche zu Schneeren.
1522 kam Mardorf zur Kirchenpfarrei Schneeren (das bis dahin bei Husum gewesen war). Bei der Teilung des Amtes Rehburg im Jahre 1856 kamen Mardorf und Schneeren zum Amt Neustadt am Rübenberge.
Während des Dreißigjährigen Krieges brannte das Dorf ab; wurde jedoch an derselben Stelle neu errichtet.
Durch die Gebietsreform wurde Schneeren am 1. März 1974 ein Stadtteil von Neustadt am Rübenberge.

## Einwohnerentwicklung
- 1848: 0626 Einwohner[6]
- 1910: 0812 Einwohner[7]
- 1925: 0865 Einwohner[8]
- 1933: 0840 Einwohner[8]
- 1939: 0781 Einwohner[8]
- 1950: 1595 Einwohner[9]
- 1961: 1132 Einwohner[5]
- 1970: 1157 Einwohner[5]
- 2006: 1483 Einwohner
- 2013: 1447 Einwohner
- 2016: 1382 Einwohner[1]
- 2021: 1484 Einwohner[10]
- 2023: 1518 Einwohner[11]

## Politik

### Ortsrat
Der Ortsrat von Schneeren setzt sich aus einer Ratsfrau und acht Ratsherren zusammen. Im Ortsrat befinden sich zusätzlich 17 beratende Mitglieder.
Sitzverteilung:
- CDU: 5 Sitze
- SPD: 2 Sitze
- Wir für Schneeren: 1 Sitz
- Grüne: 1 Sitz

(Stand: Kommunalwahl 11. September 2016)

### Ortsbürgermeister
Der Ortsbürgermeister ist Stefan Porscha (CDU). Sein Stellvertreter ist Christian Thieße (CDU).

### Wappen
Der Entwurf des Kommunalwappens von Schneeren stammt von dem Heraldiker und Wappenmaler Gustav Völker, der zahlreiche Wappen in der Region Hannover erschaffen hat. Die Genehmigung des Wappens wurde durch den Regierungspräsidenten in Hannover am 1. April 1964 erteilt.
| Wappen von Schneeren | Blasonierung: „Geteilt, oben in Gold ein laufender, balzender, schwarzer Birkhahn, unten in Grün vier silberne Windmühlenflügel, die in den Seitenwinkeln zwei gestielte, goldene Eichblätter überdecken, zwischen den beiden oberen Flügeln eine goldene Eichel.“ |
| Wappen von Schneeren | Wappenbegründung: Durch die ausgedehnten Moorflächen in der Gemarkung Schneeren ist das vielerorts bereits ausgestorbene Birkwild hier für Jäger und Jagdherren ein besonderer Anziehungspunkt. Die im Wappen enthaltenen Mühlenflügel sind gleichfalls Sinnbild für die in früheren Jahren hier häufigen Windmühlen. Auch heute ist noch eine davon in ihrer Urform erhalten, da diese Mühle in ihrem Innern als Wohnung ausgebaut wurde und damit die Hoffnung besteht, dass diese Mühle erhalten bleibt. Die Eichenblätter verkörpern den seit 1982 unter Landschaftsschutz stehenden Eichenhain in der Mitte der Ortschaft. |

## Kultur und Sehenswürdigkeiten

### Bauwerke

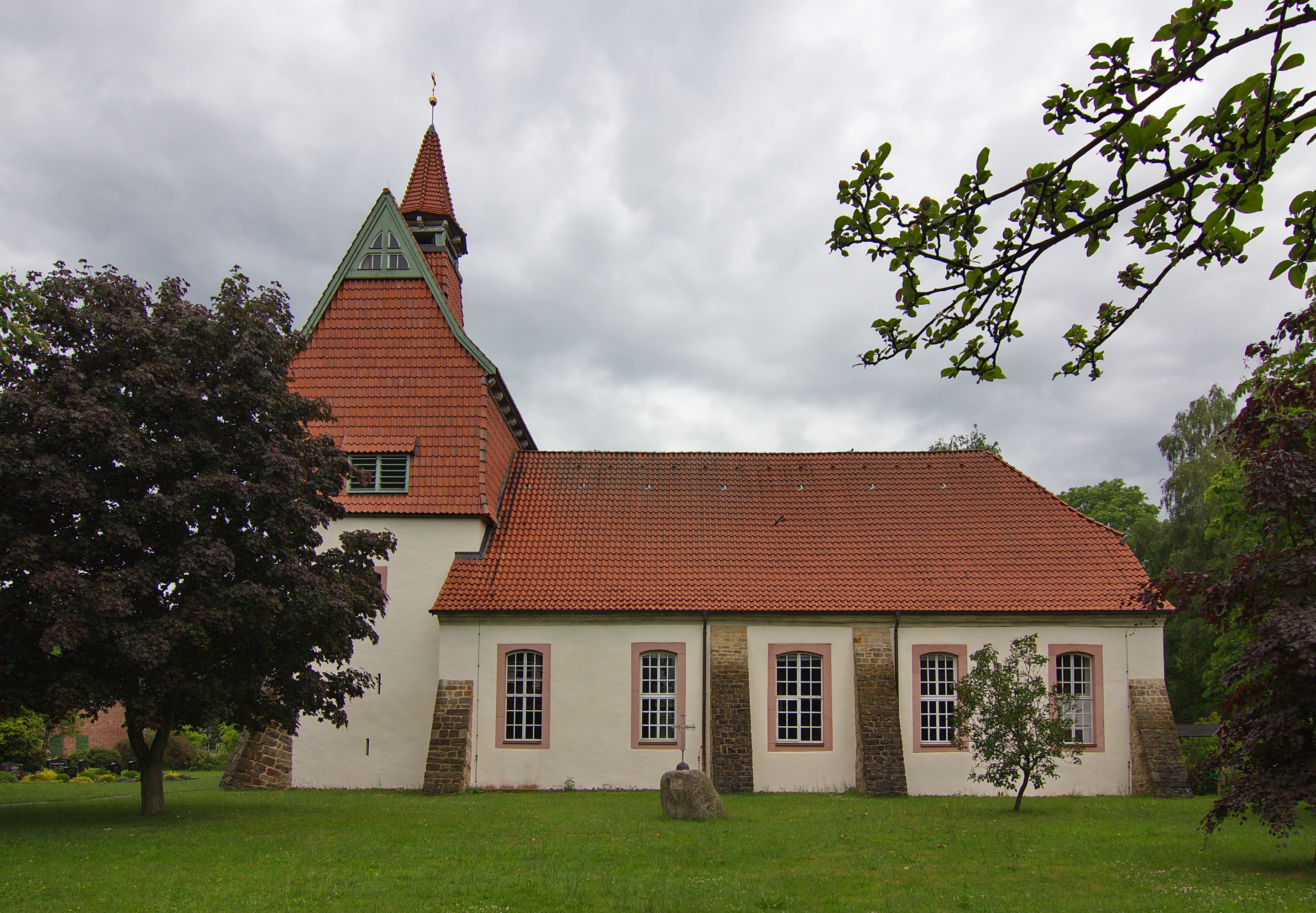
Kirche Zum Guten Hirten

- Die evangelisch-lutherische Kirche Zum Guten Hirten in Schneeren wurde 1724 als rechteckige Saalkirche errichtet. Der 27 m hohe Kirchturm wurde jedoch erst Anfang des 20. Jahrhunderts erbaut, da ein Blitzeinschlag den alten Turm zerstört hatte. 2003 wurde die Kirche renoviert, dabei tauschte man das Kreuz auf der Kirche aus. Das alte Kreuz steht nun hinter der Kirche. Die Kirchengemeinde gehört zur Region Mitte des Kirchenkreises Neustadt-Wunstorf.
- Die katholische St.-Martin-Kirche wurde 1969 gegenüber dem Dorfteich erbaut. 2009 wurde sie profaniert und später abgerissen.

### Grünflächen und Naherholung
Im Dorfkern befindet sich ein Waldstück, welches Brink genannt wird und in dem sich ein See befindet, das Queemoor. Der Wald ist bereits auf Karten aus dem 18. Jahrhundert verzeichnet, jedoch wurde als Folge eines Brandes im Jahre 1874 komplett abgeholzt, so dass der heutige Baumbestand knapp 150 Jahre alt ist.

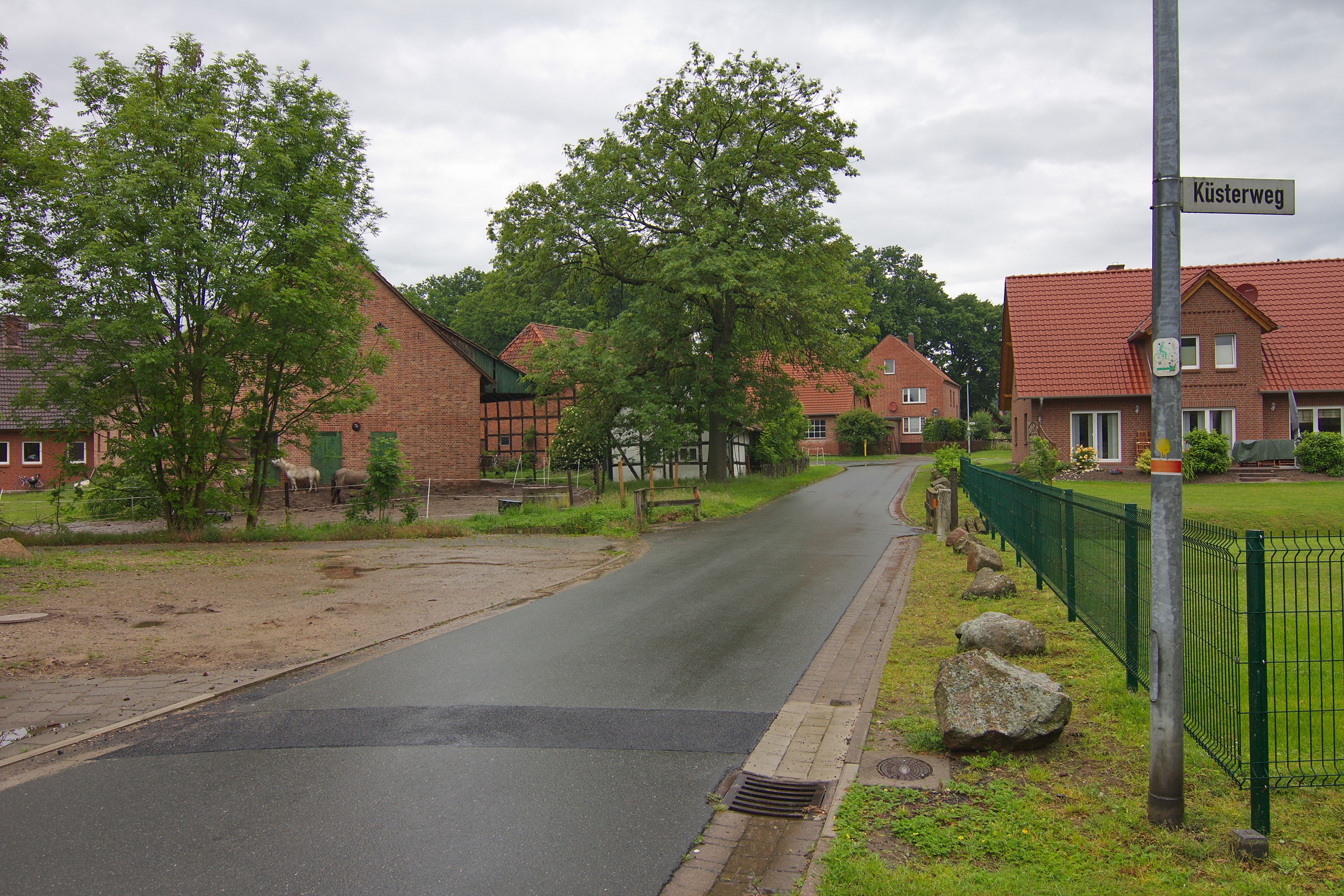
Ortsblick am Küsterweg
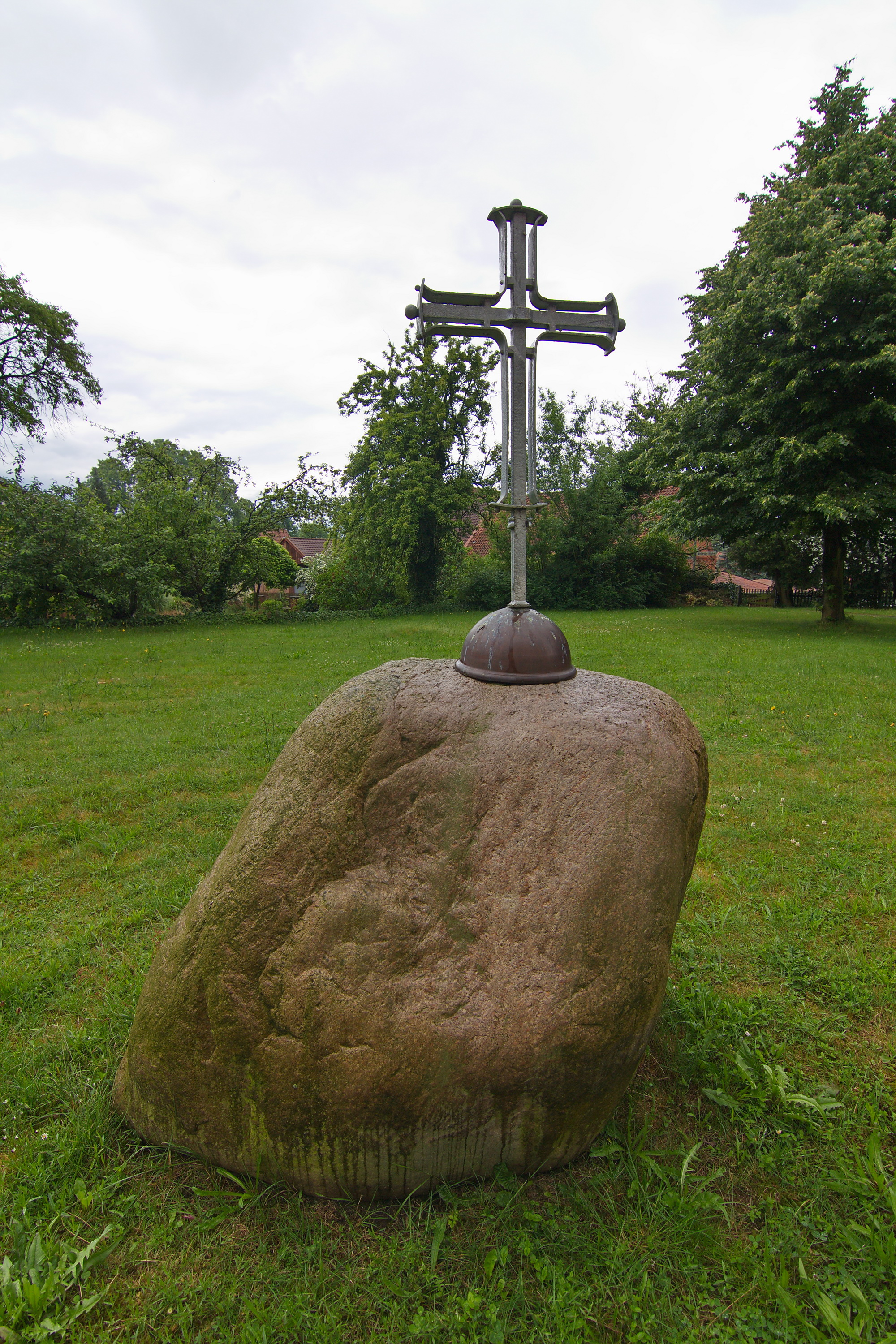
Ehemaliges Kreuz der Kirche Zum Guten Hirten
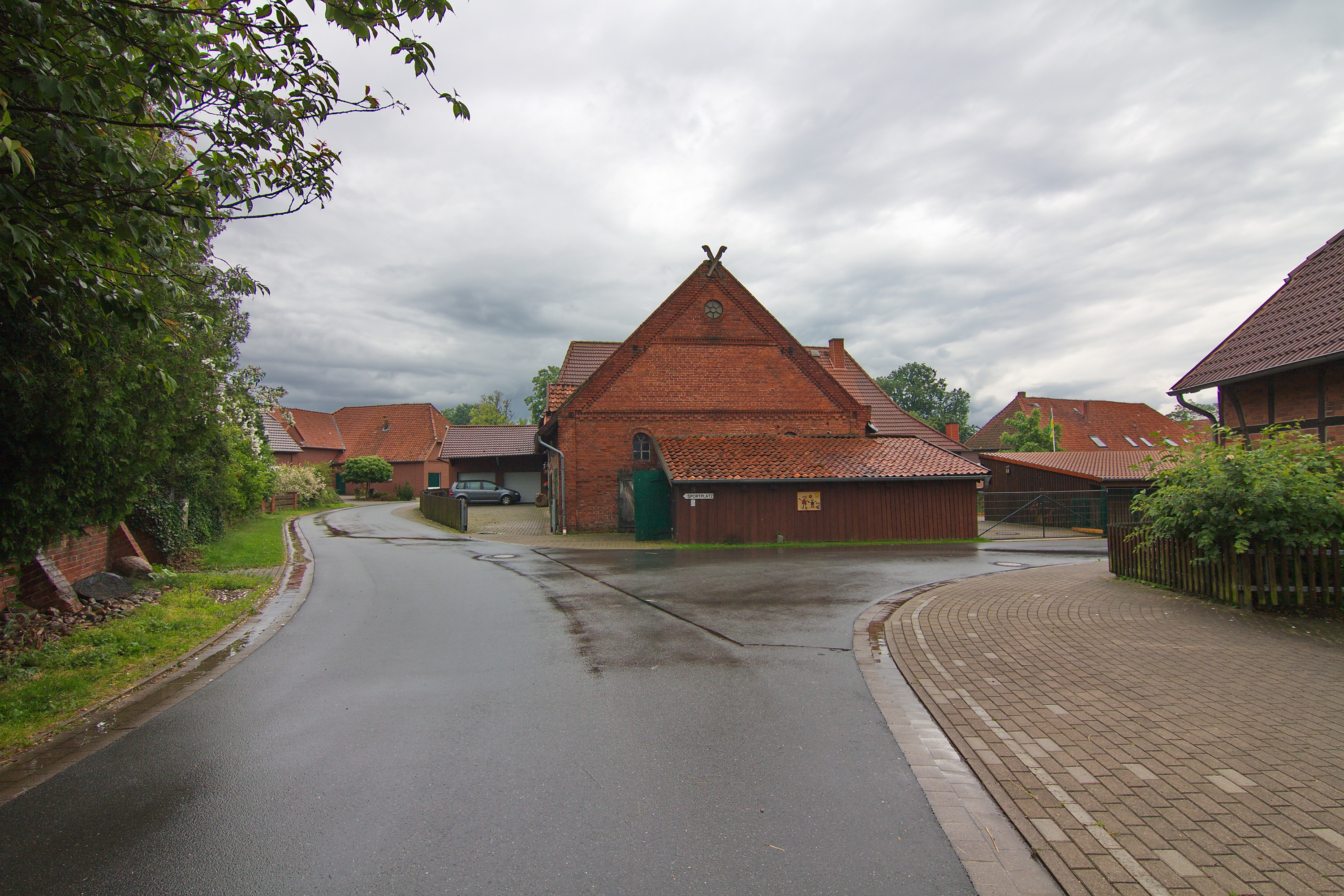
Ortsblick
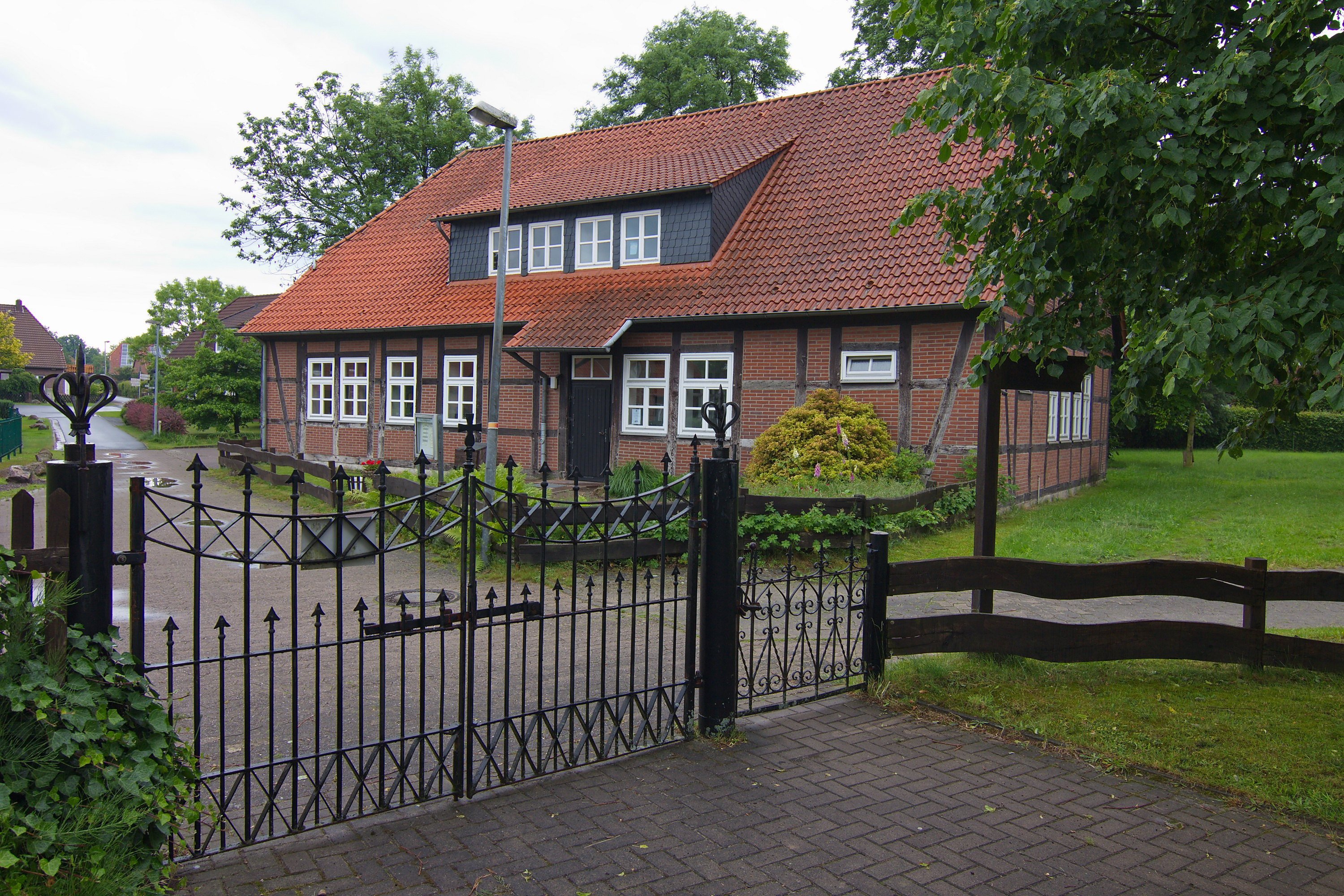
Alte Schule, seit 1980 Gemeindehaus
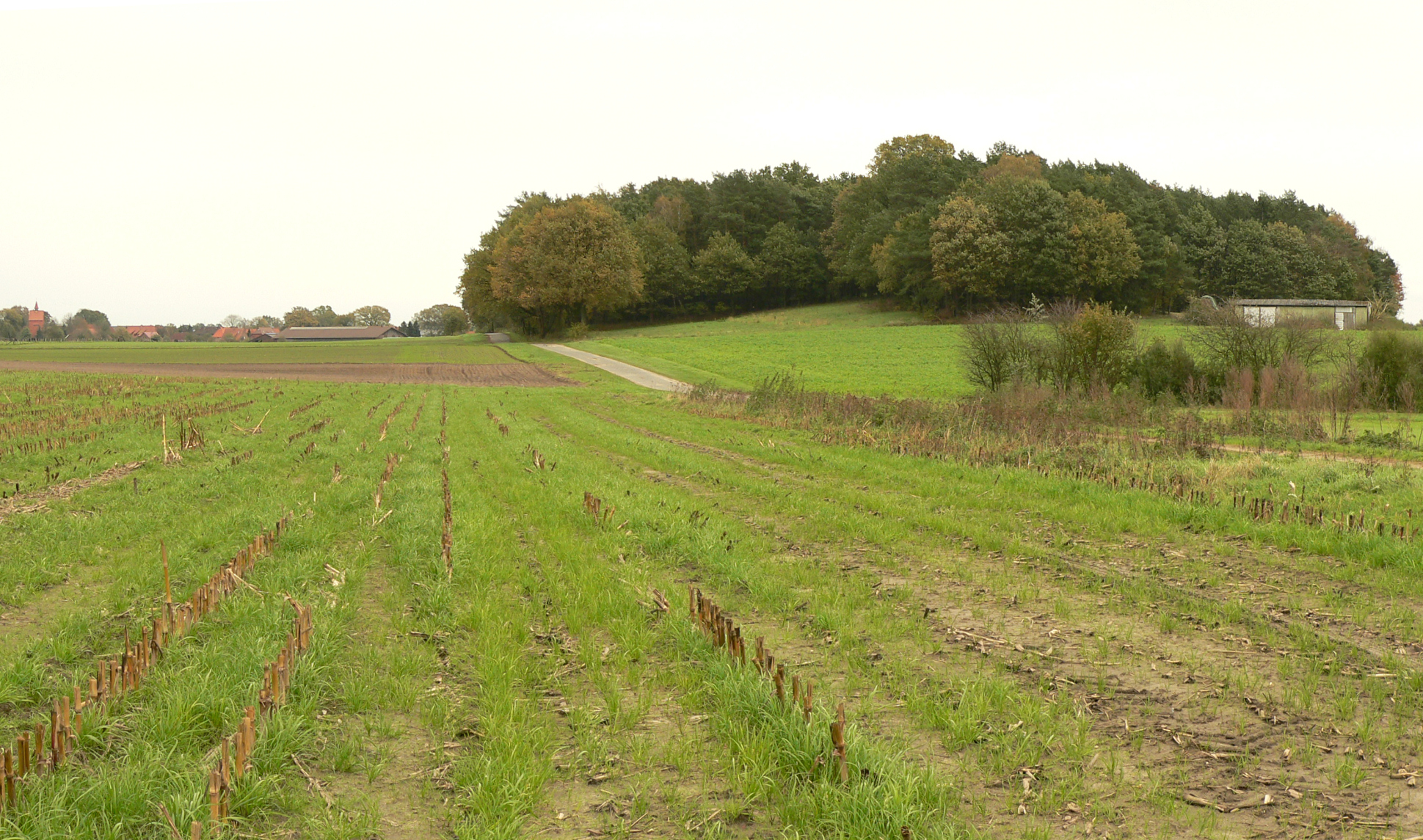
Mühlenberg mit dem Standort der Windmühle

### Vereine
- Heimatverein Schneeren[16]
- Gemischte Chor Schneeren
- Liederklump
- Akkordeonorchester
- Turn- und Sportverein von 1893
- Männergesangverein
- Landfrauen
- Rassekaninchen-Zuchtverein
- Reit- und Fahrverein
- Schützenverein von 1928[17]
- Spielmannszug

## Persönlichkeiten
Personen, die mit dem Ort in Verbindung stehen
- Wilhelm Heidemann (* 1947 in Hannover), Schatzmeister der CDU-Landtagsfraktion und Schriftführer des Niedersächsischen Landtages[18]